# Daily Bread
Daily Bread was een Nederlandse electropunkband uit Emmeloord die van 2009 tot 2014 bestond, waarvan de leden zelf de muziek omschreven als "Sexy Garage Dance". De bandleden waren zangeres, tekstschrijver  Kimberly van der Velden, drummer Stefan Stoer, basgitarist Chris Mulder en vanaf 2012 keyboards Atser Damsma.

## Biografie
De band won de Kleine Prijs van Fryslân maar stapte uit de deelname van de Grote Prijs van Nederland omdat de bandleden niet op de gewenste karakteristieke wijze op het podium mochten staan (helemaal vooraan het podium, naast elkaar).
In datzelfde jaar tekende de band een contract bij het platenlabel Excelsior Recordings. In 2009 verscheen in Nederland het debuutalbum Well, you're not invited welke goed werd ontvangen. Na drie keer op Noorderslag/Eurosonic stond de band 2010 op Lowlands. In mei 2011 verscheen het debuutalbum ook in het buitenland waaronder Engeland, Frankrijk en Duitsland. In maart 2012 bracht de band een EP uit via een app getiteld The Present, in oktober gevolgd door het tweede album Iterum. In januari 2014 maakte de band bekend te stoppen, nadat zangeres Kimberly van der Velden had aangegeven uit de band te stappen.

## Discografie

### Albums
| Album met eventuele hitnotering(en) in de Nederlandse Album Top 100 | Datum van verschijnen | Datum van binnenkomst | Hoogste positie | Aantal weken | Opmerkingen |
| ------------------------------------------------------------------- | --------------------- | --------------------- | --------------- | ------------ | ----------- |
| Well, you're not invited                                            | 01-10-2009            | -                     | -               | -            |             |
| The Present (EP)                                                    | 02-04-2012            | -                     | -               | -            |             |
| Iterum                                                              | 12-10-2012            | 20-10-2012            | 67              | 1            |             |

### Singles
| Single met eventuele hitnotering(en) in de Nederlandse Top 40 | Datum van verschijnen | Datum van binnenkomst | Hoogste positie | Aantal weken | Opmerkingen |
| ------------------------------------------------------------- | --------------------- | --------------------- | --------------- | ------------ | ----------- |
| The Conflict                                                  | 04-01-2013            | -                     | -               | -            |             |